# 99Y busz (Budapest)
A budapesti 99Y jelzésű autóbusz a József körút és a Pesterzsébet, Tátra tér között közlekedett. A viszonylatot a Budapesti Közlekedési Vállalat üzemeltette.

## Története
1970. január 5-én 99Y jelzéssel indítottak új járatot a Harminckettesek tere és a pesterzsébeti Tátra tér között Ikarus 620-as buszokkal. Csak munkanapokon és szombaton közlekedett. 1972. december 23-án belvárosi végállomását áthelyezték a József körúthoz (Blaha Lujza tér). 1974. november 4-től Ikarus 556-os, míg 1975. január 2-ától Ikarus 260-as buszok jártak a vonalon. 1977. január 1-jén gyorsjárattá alakították, 199-es jelzéssel közlekedett, végállomása pedig az újonnan átadott 3-as metró Nagyvárad téri állomásához került.

## Útvonala
| Pesterzsébet, Tátra tér felé | József körút felé |
| --- | --- |
| József körút vá. – Népszínház utca – József körút – Rákóczi út – Kiss József utca – Szilágyi utca – Köztársaság tér – Nagyfuvaros utca – Mátyás tér – Szerdahelyi utca – Karácsony Sándor utca – Kulich Gyula tér – Diószeghy Sámuel utca – Kőris utca – Mező Imre út – Vajda Péter utca – Fertő utca – Basa utca – Száva utca – Távíró utca – Mészáros Lőrinc utca – Határ út – Mártírok útja – Kossuth Lajos utca – Jókai Mór utca – Tátra utca – Pesterzsébet, Tátra tér vá. | Pesterzsébet, Tátra tér vá. – Kossuth Lajos utca – Mártírok útja – Határ út – Mészáros Lőrinc utca – Távíró utca – Száva utca – Basa utca – Fertő utca – Vajda Péter utca – Mező Imre út – Kőris utca – Diószeghy Sámuel utca – Kulich Gyula tér – Karácsony Sándor utca – Szerdahelyi utca – Mátyás tér – Nagyfuvaros utca – Népszínház utca – József körút vá. |

## Megállóhelyei
| 0  | József körút végállomás                        | 20 | 7A, 7C, 12, 12A, 74, 89, 89A, 99, 107, 112A, 199 4, 6, 28, 29, 37, 37A |
| 1  | Kiss József utca                               | ∫  | 89, 99                                                                 |
| 2  | Köztársaság tér (↓) Népszínház utca (↑)        | 19 | 89, 99 28, 29, 37, 37A                                                 |
| 3  | Mátyás tér                                     | 18 | 89, 99                                                                 |
| 4  | Karácsony Sándor utca (↓) Szerdahelyi utca (↑) | 17 | 89, 99                                                                 |
| 5  | Kulich Gyula tér (↓) Karácsony Sándor utca (↑) | 16 | 9, 9Y, 89, 99 28, 29, 37, 37A                                          |
| 6  | Kőris utca (↓) Diószeghy Sámuel utca (↑)       | 15 | 89, 99                                                                 |
| 7  | Vajda Péter utca (↓) Mező Imre út (↑)          | 14 | 99, 199 23, 24                                                         |
| 8  | Bláthy Ottó utca                               | 13 | 99 20, 23                                                              |
| 9  | Könyves Kálmán körút                           | 12 | 55, 99, 155, 199 75, 75Atrr 20, 23                                     |
| 10 | Sporttelep                                     | 11 | 99, 199                                                                |
| 11 | Bihari utca                                    | 10 | 99, 199 13                                                             |
| 12 | Hizlaló tér                                    | 9  | 99, 199                                                                |
| 13 | Száva utca (↓) Basa utca (↑)                   | 8  | 99                                                                     |
| 14 | Üllői út                                       | 7  | 35, 35Y, 81, 93, 99, 135, 199 42, 42A, 50, 52                          |
| 15 | Friss utca                                     | 6  | 81, 81Y, 181                                                           |
| 16 | Határ út (↓) Mészáros Lőrinc utca (↑)          | 5  |                                                                        |
| 17 | Nagykőrösi út                                  | 4  | 54, 54Y, 154 13, 51, 51A                                               |
| 18 | Mártírok útja (↓) Határ út (↑)                 | 3  | 13                                                                     |
| 19 | Partizán utca (↓) Szigligeti út (↑)            | 2  |                                                                        |
| 20 | Kossuth Lajos utca (↓) Mártírok útja (↑)       | 1  | 48, 99                                                                 |
| 21 | Pesterzsébet, Tátra tér végállomás             | 0  | 23, 99, 123 30                                                         |